# Charles Thomson Rees Wilson
Charles Thomson Rees Wilson (Glencorse, 1869. február 14. – Carlops (Edinburgh közelében), 1959. november 15.) Nobel-díjas skót fizikus, a ködkamra kifejlesztője.

## Élete
Apja John Wilson; ősei több generáció óta farmerek voltak Dél-Skóciában. Apja négyéves korában meghalt és anyja a családdal Manchesterbe költözött. Charles először egy magániskolában, majd a Manchesteri Egyetem elődjében tanult, eleinte orvosnak, emiatt sok biológiát tanult.
1888-ban Cambridge-be ment, ahol érdeklődése a fizika és a kémia felé fordult.
Később a Cambridge-i Egyetemen tanított és ott alkotta meg a róla elnevezett ködkamrát a radioaktív sugárzások és töltött részecskék kimutatására. 1927-ben fizikai Nobel-díjat kapott ezért a munkájáért. Egy ideig a Ben Nevis-i obszervatóriumban dolgozott (az obszervatórium azóta megszűnt), a ködjelenségekkel kapcsolatos 1894-es megfigyelései vezették a felfedezéséhez.